# Wakde
Wakde è un gruppo di isole, dell'Indonesia, formato da quella più grande di Insoemoar, chiamata anche Insumuar, e quella di Insumanai, chiamata anche Nsoemanai.
Spesso, come fecero gli alleati durante la Seconda guerra mondiale, l'isola di Insoemoar viene erroneamente chiamata Wakde.
Amministrativamente, il gruppo, fa parte della provincia di Papua.
Le isole furono occupate nell'aprile 1942 da forze giapponesi, che vi costruirono un aeroporto. Nel maggio 1944 forze statunitensi le riconquistarono ed iniziarono ad usare l'aeroporto.